# Palais de justice de Joigny
Le palais de justice de Joigny est un édifice situé dans la ville de Joigny, dans l'Yonne en région Bourgogne-Franche-Comté.

## Histoire

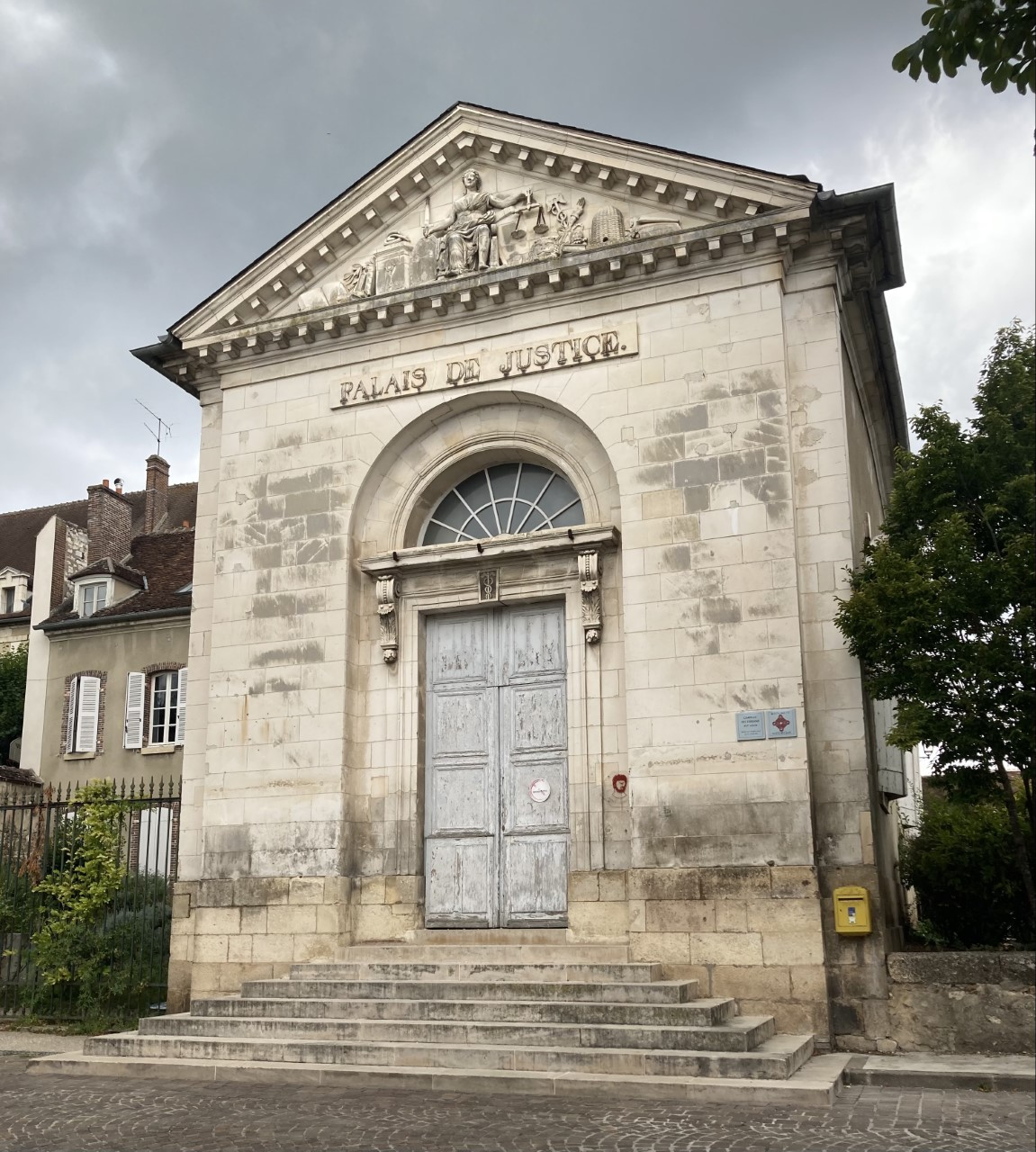
Façade du palais de justice.

Le siècle de la campagne de construction de la chapelle est le XVIe siècle.
La chapelle (ancienne chapelle des Ferrand) est classée au titre des monuments historiques par arrêté du 26 avril 1927.